# 徐州市第六人民医院
徐州市第六人民医院（铜山县人民医院），是中国江苏省的一所医院，为二级甲等医院，位于铜山县。

## 规模
徐州市第六人民医院总床位350张，日门诊量238人次。